# Jude (frère de Jésus)
Pour les articles homonymes, voir Jude.
Cet article traite du frère de Jésus appelé Jude et auquel est attribuée l'épître qui porte son nom. Pour l'apôtre Judas, voir Jude (apôtre).
 (mars 2017).
- Si vous ne connaissez pas le sujet, laissez ce bandeau (vous pouvez alors contacter les auteurs).
- Si vous supprimez le contenu mis en cause (vous pouvez préalablement contacter les auteurs),

argumentez précisément cette suppression dans la page de discussion
(un manque de référence n'est pas un argument ; une recherche réelle de référence doit avoir été effectuée, être formellement documentée).
 (mars 2017).
Jude ou Judas (Ἰούδα) est l'un des quatre « frères » de Jésus dont les noms sont donnés dans le Nouveau Testament. Il est mentionné avec trois autres « frères » dans les évangiles selon Matthieu (Mt 13,55) et selon Marc (Mc 6,3).
La tradition chrétienne considère Jude comme l'auteur de l'épître de Jude, mais cette affirmation est contestée. Le personnage demeure difficile à cerner, car les différentes traditions ne sont pas d'accord sur son identité, notamment du fait des divergences au sujet des « frères de Jésus ». En effet, la tradition catholique estime qu'ils sont des cousins germains de Jésus, les orthodoxes des demi-frères issus d'un précédent mariage de Joseph, et les protestants y voient en général des frères au sens premier.
Pour le christianisme oriental, après avoir effectué une prédication dans la région Palestine, Jude s'est rendu « dans le pays arabe » (probablement la Nabathée), en Syrie, en Mésopotamie (Empire parthe) et en Arménie (royaume d'Arménie). 
Les traditions orientales l'identifient avec Jude Barsabas qui est chargé, par Jacques le Juste, de porter le décret apostolique à Antioche, comme cela est relaté dans les Actes des Apôtres. Il est très souvent associé à son frère Simon le Zélote. Une partie des Églises orientales estiment qu'il s'agit du Judas Thaddée, appelé Addai dans de nombreuses sources en syriaque et la Première apocalypse de Jacques, ce qui est contesté par l’Église latine, pour qui ce Thaddée est un membre des septante disciples, mais n'est ni l'apôtre Judas Thaddée, ni celui qui est désigné comme « frère » de Jésus en particulier dans les évangiles.
Les Constitutions apostoliques indiquent qu'il a été enterré à Béryte de Phénicie (Beyrouth). Des auteurs médiévaux évoquent la tombe de Jude dans la même ville.

## «Frère» de Jésus
Il y a un débat, essentiellement dans l'exégèse confessionnelle, concernant la nature du lien familial entre les « frères de Jésus » et ce dernier.
Selon Hégésippe de Jérusalem (un Père de l’Église du IIe siècle), Jude est « frère du Sauveur » et Davidique ou « frère [du Sauveur] selon la chair ». C'est cette lecture littérale qui est conservée par la majorité des protestants.
Une autre lecture est apportée lors de l'identification du frère de Jésus Jacques le Juste avec Jacques le Mineur effectuée par Jérôme de Stridon (saint Jérôme). Les « frères » de Jésus sont dans ce cas des cousins de ce dernier, et précisément des fils de Marie Jacobé avec Clopas. L'identification proposée par Jérôme a par la suite été acceptée par l'Église catholique romaine. De plus à partir du Ve siècle, l'idée que Marie ait eu d'autres enfants que Jésus est devenue hérétique, et « n'a plus guère été soutenue, jusqu'à l'apparition, il y a deux siècles, des études critiques du Nouveau Testament ». Il est donc logique que des critiques aient considéré que tous ceux qui étaient appelés frère de Jésus étaient des fils de Clopas, bien que Jérôme n'ait alors parlé que des deux fils de Clopas mentionnés dans les évangiles : Jacques le Mineur et José.
Cette identification n'a toutefois jamais été acceptée par les Églises orientales qui distinguent Jacques le Mineur et Jacques frère du Seigneur et les fêtent séparément. Ceux-ci s'appuient sur le protévangile de Jacques pour affirmer que les « frères » de Jésus sont en réalité des demi-frères, issus d'un premier mariage de Joseph.

## Problèmes d'identification
Jude est un personnage dont l'identité exacte fait l'objet de débats. Dans les évangiles synoptiques, il est mentionné dans les listes de « frères » de Jésus, aux côtés de Jacques, Joset et Simon. Il est généralement considéré comme l'auteur de l'épître de Jude qui figure dans le canon du Nouveau Testament. Les différentes traditions ainsi que les historiens se divisent sur son identité exacte.
Dans les traditions des églises orientales Jude est aussi surnommé Thaddée. Il est mentionné dans l'évangile selon Marc (Marc 3:18) dans la liste des douze apôtres. Dans le passage parallèle de Matthieu, il est appelé Thaddée ou « Laebbius qui est appelé Thaddée (Matthieu 10:03) » dans certaines versions antiques. Laebbius est une latinisation du mot hébreu « cœur ». Dans certains manuscrits de l'évangile selon Luc et des Actes des Apôtres, il est nommé « Judas de Jacques (Luc 06:16, Actes 01:13) ». Dans l'évangile selon Jean, il est appelé « Judas pas l'Iscariot (Jean 14:22) ».
Les critiques qui, suivant les traditions chrétiennes orientales, soutiennent que Jude le frère de Jésus est le même personnage que l'apôtre Jude (appelé Judas de Jacques ou Thaddée dans les évangiles) et qu'il est aussi le même que Judas Thaddée aussi appelé Addaïe des traditions orientales et arménienne, estiment pour certains que ce personnage a été éclaté en trois personnages différents au fil des siècles. Il pourrait même avoir été dispersé sur quatre personnages différents, si l'on tient compte des traditions de certaines églises orthodoxes qui considèrent que c'est aussi le même que Jude Barsabas mentionné dans les Actes des Apôtres.
Un tel phénomène aurait été favorisé selon eux par le fait qu'à partir du IVe siècle les fortes réserves qui frappaient un grand nombre d'écrits chrétiens qualifiés d'apocryphes se sont transformées en interdits. Il est en effet quasi impossible de départager les différentes positions sur ces personnages sans l'aide des écrits apocryphes.

## Éléments biographiques

### Dans la tradition orthodoxe
Pour les orthodoxes, Jude est un des douze apôtres de Jésus, descendant du roi David et de Salomon par « Joseph le fiancé de Marie ». En se fondant sur le Protévangile de Jacques, les orthodoxes voient en lui l'un des fils que Joseph aurait eus d'une première femme, avant d'épouser Marie, une fois devenu veuf. Il est identifié avec Jude Barsabas qui, selon les Actes des Apôtres, est chargé par Jacques le Juste, de porter le décret apostolique à Antioche (Ac. 15, 22),. Il est parfois appelé Jude (ou Judas) frère de Jacques, pour marquer son humilité. Il aurait aussi été appelé Lévi, ce qui le renvoie avec ses frères à l'appartenance à une famille sacerdotale.
Pour les orthodoxes, Jude a effectué sa prédication en Judée, Galilée, Samarie et Idumée, puis par la suite « dans le pays Arabe » (probablement la Nabathée), en Syrie, en Mésopotamie (Empire Parthe) et dans le royaume d'Arménie. Finalement, il se rendit dans la cité d'Édesse. Là, il finit le travail que n'avait pas achevé son prédécesseur, saint Thaddeus, membre du groupe des soixante-dix. Il existe une tradition, selon laquelle Jude se rendit « en Perse », où il écrivit son épître catholique en grec.

### Dans la tradition nestorienne
La tradition nestorienne reprend le même type d'information que les orthodoxes. Judas Thaddée y est souvent appelé Addaï, celui-ci aurait d'abord été envoyé par l'apôtre Thomas peu de temps après la « résurrection » de Jésus. C'est de ces apôtres, avec Bar-Tulmai (Barthélemy) et Mar Man  l'un des septante disciples, que l'Église apostolique assyrienne de l'Orient a reçu l'enseignement de Jésus,. Cette Église aurait initialement été établie à Édesse au Ier siècle et c'est à partir d'Édesse que la « Bonne nouvelle » (évangile) se serait répandue.

### La tradition arménienne

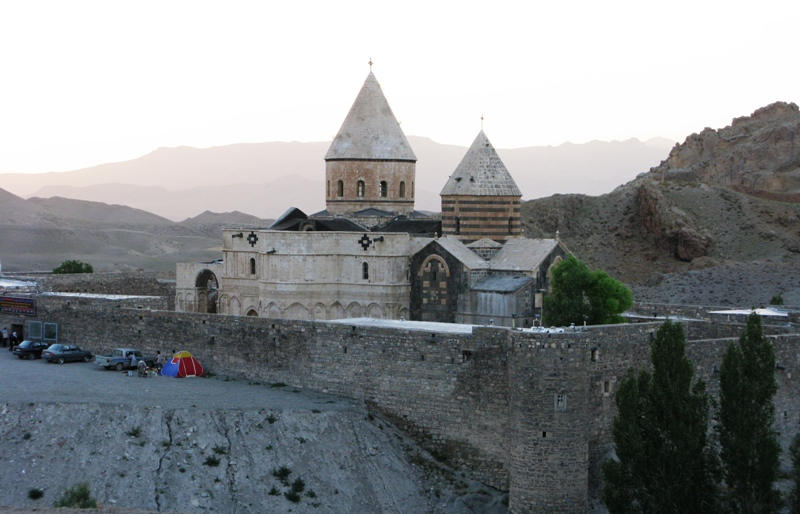
Monastère de Saint-Thaddée

La tradition arménienne affirme que Thaddée fut envoyé évangéliser l'Arménie par Abgar, vu comme l'oncle du roi d'Arménie Sanatrouk, c'est-à-dire Abgar V. Les détails varient largement, mais dans toutes les versions, Thaddée convertit Sandoukht, la fille du roi. Dans certaines versions, Sanatrouk se convertit également avant d'apostasier ; selon d'autres, il ne se convertit jamais et fut au contraire hostile au christianisme dès le départ. Dans tous les cas, il soumit Thaddée et Sandoukht au martyre. L'apôtre Thaddée aurait été exécuté dans la ville de Maku vers 45. D'autres versions font également arriver l'apôtre Barthélemy en Arménie à l'époque de l'exécution de Thaddée, où il connut également le martyre dans les années 60. Quoi qu'il en soit de l'authenticité de ces traditions, le christianisme a probablement été introduit assez tôt en Arménie, étant donné que des persécutions contre les chrétiens sont rapportées pour les années 110, 230 et 287 par Eusèbe de Césarée et Tertullien.
Quoique Grégoire l'Illuminateur est crédité du titre « d'Apôtre des Arméniens » pour avoir baptisé Tiridate IV d'Arménie en 301, et converti les Arméniens, les apôtres Jude et Barthélemy sont traditionnellement considérés comme ayant été les premiers à apporter le christianisme en Arménie, et sont donc vénérés comme les saints patrons de l'Église apostolique arménienne. Le monastère Saint-Thaddée (dans le nord de l'Iran) est construit à l'endroit supposé du martyre de Jude. Le monastère Saint-Barthélemy d'Aghbak (dans le sud-est de la Turquie) est construit à l'endroit supposé du martyre de Barthélemy.

### La tradition catholique
Dans la tradition latine d'occident, les « frères » de Jésus ne sont pas de réels frères, mais des cousins germains de Jésus. Ils ne sont ni des fils de Joseph ni des fils de Marie, mais les fils qu'une demi-sœur de Marie, Marie Jacobé, auraient eus avec un frère — ou un demi-frère — de Joseph appelé Clopas. Jude est donc le frère de l'apôtre Simon le Zélote, mais tous deux sont donnés comme étant les frères de Jacques le Mineur qui est effectivement un fils de Clopas et de Marie Jacobé. C'est la proposition de saint Jérôme, qui a fait de « Jacques le frère du Seigneur » et Jacques le Mineur un seul et même personnage.
Par ailleurs, le fait que Jude soit l'apôtre Jude cité dans les listes de douze apôtres sous le nom de Judas de Jacques ou de Thaddée est contesté. Pour une partie des exégètes catholiques, Judas de Jacques mentionné dans les évangiles synoptiques ne devrait pas être lu comme Judas [frère] de Jacques, en référence à l'épître de Jude où celui-ci se désigne comme frère de Jacques, mais devrait se lire comme Judas [fils] de Jacques. Pour eux, il n'est pas non plus Thaddée/Addai que Thomas envoie à Édesse, ce Judas Thaddée là serait un membre du groupe des septante disciples et pas un des douze apôtres et donc pas l'apôtre Judas Thaddée et pas non plus le « frère » de Jésus. Une autre partie de la tradition catholique considère que le frère de Jésus appelé Jude est bien l'apôtre Judas Thaddée, en référence notamment à la tradition telle qu'elle est relatée dans la Légende dorée. Il n'est toutefois jamais appelé Addaï.

## Les sources

### Le Nouveau Testament
Dans certaines de ses épîtres, Paul de Tarse parlent de « frères du Seigneur » mais on ne sait si Jude fait partie de ceux qui sont désignés par cette expression. Dans les évangiles synoptiques, Jude est mentionné en troisième position dans les listes de frères de Jésus. C'est aussi probablement lui qui est appelé de la curieuse formulation : Judas pas l'Iscariote dans l'évangile attribué à Jean. Le fait de savoir s'il est l'apôtre appelé Judas de Jacques ou Thaddée ou Thaddée qui est aussi Laebbius dans les listes de douze apôtres des évangiles est débattu par les historiens et diverge selon les traditions des églises latines d'Occident et celles des Églises d'Orient.

### Les Constitutions apostoliques
Dans les Constitutions apostoliques, quand il s'agit de discuter de Lebbaeus surnommé Thaddaeus — la même formulation que dans l'évangile attribué à Matthieu, l'ordre des deux noms étant seulement inversé — deux manuscrits notent qu'il était aussi « appelé Judas le Zélote ». Celui-ci, « va prêcher la Vérité aux Édesséniens et au peule de Mésopotamie » lorsque Agbarus (Abgar) régnait à Édesse. »
Les Constitutions apostoliques nous sont parvenues en syriaque. Leur datation est discutée, certains chercheurs estiment qu'il s'agit d'un document du IIe siècle tandis que d'autres estiment qu'il est plus tardif. Comme les textes pseudo-clémentins, eux aussi attestés en syriaque, les Constitutions apostoliques se réfèrent à Jacques « frère de Jésus selon la chair ». De plus, comme dans les Reconnaissances, il est précisé que Jacques a été nommé « évêque » par le Seigneur lui-même. Dans l'une des variantes de ces manuscrits qui suit directement le développement à propos de « Lebbaeus surnommé Thaddaeus » étant également appelé « Judas le Zélote », il est déclaré que Simon le Zélote a été « couronné avec son martyre en Judée sous le règne de Domitien. »

### Hippolyte de Rome
Les fragments de liste des « douze » et « septante disciples », attribués à Hippolyte de Rome, connaissaient déjà les traditions reliant « Judas appelé Lebbaeus surnommé Thaddaeus » avec l'évangélisation « des Édesseniens et de toute la Mésopotamie » et apportant une lettre à « Augarus » (Abgar). Eusèbe de Césarée expose cette tradition, qu'il déclare avoir trouvé dans les Archives royales d'Édesse. Citation d'Eusèbe : Après l'ascension etc. Chez Hippolyte, ce Thaddaeus est clairement le même Judas Thaddeus (ou Lebbaeus) qui est aussi surnommé le Zélote. Pour Eisenman, le troisième frère de Jésus est le même que l'apôtre appelé Judas de Jacques ou Thaddaeus ou Lebbaeus surnommé Thaddaeus dans les listes d'apôtres des évangiles ou dans le fragment de Pappias (cité par Eusèbe de Césarée ?).

### Saint Jérôme
Pour Jérôme de Stridon Thaddée envoyé au roi Abgar est l'apôtre Thaddée cité dans les listes des douze dans les évangiles. Ce que conteste Bède le Vénérable en s'appuyant sur Eusèbe de Césarée qui mentionne seulement son appartenance au « groupe des 70. » Il en conclut que Thaddée-Addaïe n'est pas l'apôtre Thaddée mentionné dans les évangiles.

### La Caverne des trésors et les sources en syriaque
Une chronique appelée la Caverne des trésors qui date probablement de la fin IIe début du IIIe siècle associe Mar Mari à Addai pour l'évangélisation de l'Adiabène et de Garamée (Beth Garmai) comme on le trouve dans d'autres textes. Plusieurs autres sources en syriaque mentionnent Addaï-Thaddée comme l'Anaphore de Addaï et Mari.
L'histoire d'Abgar de Léroubna d'Édesse, la Doctrine d'Addaï racontent aussi l'envoi par Thomas de Thaddée/Addai au roi Abgar V et l'évangélisation d'Édesse par cet apôtre (Shlika), la même histoire est racontée dans les sources latines occidentales, mais Addaïe y est appelé Thaddée. C'est notamment le cas dans l'Histoire ecclésiastique d'Eusèbe de Césarée.

## L'Épître de Jude
Dans l'Épître de Jude qui figure dans le Nouveau Testament, l'auteur se présente comme « Jude serviteur de Jésus-Christ et frère de Jacques (Ju 1) », peut-être pour bien marquer qu'après sa résurrection Jésus a désormais un statut particulier qui lui confère le titre de « fils de Dieu » et au service de qui Jude se proclame. L'authenticité de cette épître est remise en cause par les historiens. Les datations proposées pour sa rédaction oscillent dans une fourchette assez large comprise entre 45 et 180, mais pour Jacques Schlosser, il semble raisonnable de la circonscrire entre 80 et 100. C'est un des plus courts textes du Nouveau Testament, avec seulement vingt-cinq versets.
François Blanchetière note que c'est un des textes canoniques les moins commentés et qu'il est controversé depuis la plus haute Antiquité. Selon Richard Bauckham, cette épître est « susceptipbe de nous fournir un regard sur ce qu'il appelle le judéo-christianisme palestinien » ainsi que « d'importants éléments de compréhension sur la direction exercée par le cercle des parents de Jésus et sur la théologie élaborée dans ce milieu. »

## Le lieu de sa mort
Deux variantes de manuscrits des Constitutions apostoliques indiquent que « Thaddaeus, aussi appelé Lebbaeus et surnommé Judas le Zélote, prêcha la Vérité aux Édesséniens et au peuple de Mésopotamie lorsque Agbarus (Abgar) régnait à Édesse et a été enterré à Béryte de Phénicie (Beyrouth),. »
« Deux sources syriaques médiévales confirment la présence d'une tombe de saint Jude à Beyrouth après son martyre : le patriarche syrien-jacobite Michel le Syrien (1166 - 1199) qui dans sa Chronique mentionne « Jude appelé Thaddée, qui est aussi Labbaï, de la tribu de Judas [...] il fut enseveli à Beyrouth » et Bar-Hebraeus (m. en 1283) qui dans sa Chronique ecclésiastique reprend à peu près la même information » Le corps de Jude Thaddée enterré à Beyrouth aurait été transféré à Rome et placé dans une crypte de la basilique Saint-Pierre. Aujourd'hui ses restes sont dans le transept gauche de la basilique Saint-Pierre, sous l'autel principal de Saint-Joseph dans un tombeau avec les restes de l'apôtre Simon le Zélote.

## Les petits-fils de Jude
Les petits-fils de Jude, vraisemblablement du nom de Jacques et de Zoker' (abréviation de Zechariah — le nom du père de Jean le Baptiste — qui signifie YHWH se souvient) furent arrêtés sous Domitien et aurait comparu devant un empereur que les auteurs classiques nous présentent comme « particulièrement soupçonneux et jaloux de son pouvoir. »
Ils sont cités dans deux passages de l'Histoire ecclésiastique d'Eusèbe de Césarée :
- Histoire ecclésiastique livre III, 19 et 20

« Hégésippe dit quelque part textuellement : il y avait de la race du Sauveur les petits fils de Jude qui lui-même avait été appelé son frère selon la chair : on les dénonça comme étant de la race de David
« L'evocatus/huissier les amena à Domitien César, car celui-ci craignait la venue du Christ, comme Hérode. Et l'empereur leur demanda s'ils étaient de la race de David. Et ils dirent que oui. Alors, il leur demanda combien de propriétés ils avaient, de quelles richesses ils étaient les maîtres. Ils dirent qu'à eux deux ils possédaient seulement neuf mille deniers et que chacun d'eux en avait la moitié, et ils ajoutèrent qu'ils n'avaient même pas cela en numéraire, mais que c'était l'évaluation d'une terre de trente-neuf plèthres sur lesquels ils payaient les impôts et qu'ils cultivaient eux-mêmes pour vivre.
Puis ils montrèrent aussi leurs mains, comme preuve de leur travail personnel, ils alléguèrent la rudesse de leurs corps ; ils présentèrent les durillons incrustés dans leurs propres mains par suite de leur labeur continuel. Interrogés sur le Christ et son royaume, sur sa nature, le lieu et le temps de sa manifestation, ils donnèrent cette réponse, que ce royaume n'était pas de ce monde, ni de cette terre, mais céleste et angélique, qu'il arriverait à la consommation des siècles, lorsque le Christ venant dans sa gloire jugerait les vivants et les morts et rendrait à chacun selon ses œuvres. Domitien là dessus ne les condamna en rien, mais ils les dédaigna comme des hommes simples, les renvoya libres et fit cesser par un édit la persécution contre l'Église. Lorsqu'ils furent délivrés, ils dirigèrent les églises, à la fois comme martyrs (témoins) et comme parents du Seigneur, et la paix rétablie, ils restèrent en vie jusqu'au temps de Trajan. »
- Histoire ecclésiastique livre III, 32

« Le même auteur (Hégésippe) nous apprend encore que d'autres descendants de Jude, l'un de ceux qu'on disait frères du Seigneur, vécurent jusqu'au temps du même règne de Trajan, après avoir, sous Domitien, rendu témoignage à la foi chrétienne ainsi que nous l'avons déjà noté. Voici ce que nous raconte cet écrivain :
« Ils vont donc servant de guides à chaque église en qualité de martyrs (témoins) et de parents du Seigneur. Grâce à la paix profonde dont l'église entière jouissait alors, ils vivent jusqu'à Trajan. » »
« L'ensemble du récit contient nombre d'invraisemblances : les deux petits-fils sont arrêtés comme davidiques et non comme chrétiens, [pour autant] leur témoignage suffit pour faire cesser la persécution » contre les chrétiens. Le dialogue est à la fois apologétique et hagiographique plein de réminiscences évangéliques. Il en est de même pour les motifs de libération des prévenus.
Le récit est hagiographique et, d'après Richard Bauckham, son fondement historique reste très problématique. Notons qu'à cette époque on est « martyr » (témoin), si on a maintenu sa croyance au Christ et que l'on a refusé de sacrifier aux idoles, même si on a été relâché après le procès. Ce n'est qu'ultérieurement que le mot sera réservé à ceux qui ont été exécutés. Eusèbe de Césarée ou son traducteur Jérôme de Stridon indiquent dans la Chronicon hieronymus que c'est la seizième année de Domitien (96) que cet empereur « a ordonné que tous ceux qui étaient de la race de David soient exécutés, de sorte que ne survive personne qui puisse prétendre à la royauté sur les Juifs. » Ces auteurs situent cet événement dans la dernière année de la persécution de Domitien, peu de temps avant son assassinat (18 septembre 96).